# The Servant (album)
The Servant è l'album di debutto del gruppo musicale londinese The Servant, pubblicato nel 2004 dalla casa discografica Prolifica Records.

## Tracce
1. Cells – 4:47
2. Beautiful Thing – 4:00
3. Liquefy – 3:41
4. Body – 4:42
5. Devil – 4:16
6. Orchestra – 3:32
7. I Can Walk in Your Mind – 3:42
8. Not Scared, Terrified – 4:18
9. Jesus Says – 4:04
10. Get Down – 3:11
11. Glowing Logos – 6:12

Bonus track (limited edition)
1. Jack the Ripper  – 3:41
2. Brand New Lover  – 4:24
3. Papyrus  – 5:13
4. Oh No, No, Not Another One  – 2:34

### Singoli
- 2003 – Orchestra
- 2004 – Liquefy
- 2005 – Cells
- 2005 – I Can Walk in Your Mind (Promo)

## Curiosità
- La canzone Cells è stata usata nella colonna sonora del film Transporter 2, la versione strumentale è stata usata nel trailer di Sin City ma non nella colonna sonora del film.

## Classifiche
| Classifica (2004) | Posizione massima |
| ----------------- | ----------------- |
| Francia           | 23                |
| Italia            | 28                |